# プロトカルチャー (アルバム)
『プロトカルチャー』は、ROUAGEのライブ・アルバム。1999年8月18日、マーキュリー・ミュージックエンタテインメント（現・ユニバーサルミュージック）よりリリースされた。

## 概要
- 1999年5月8日に日本武道館で行われたライブを収録。
- 本作リリースの1週間後に、同ライブをアンコールまで収録したVHS版がリリースされた。

## 収録曲
1. 昇るブタ
  - 作詞：KAZUSHI／作曲：RIKA
2. エゴノカタマリカタマリノエゴ
  - 作詞：KAZUSHI／作曲：RIKA
3. black box
  - 作詞：KAZUSHI／作曲：SHONO
4. 蟻とチョコレート
  - 作詞：KAZUSHI／作曲：RAYZI
5. ハッピー、ピープル
  - 作詞：KAZUSHI／作曲：ROUAGE
6. 皮膚の下で逢いましょう
  - 作詞：KAZUSHI／作曲：RAYZI
7. アネモネ
  - 作詞：KAZUSHI／作曲：RAYZI
8. 深空
  - 作詞：KAZUSHI／作曲：RIKA
9. 飼い猫
  - 作詞・作曲：KAZUSHI
10. endless loop
  - 作詞：KAZUSHI／作曲：RIKA
11. Sink...TANK
  - 作詞：KAZUSHI／作曲：SHONO
12. Pa・ra・no・i・a
  - 作詞：KAZUSHI／作曲：RIKA
13. プロトタイプな凍えた雨と、疵だらけの羊達
  - 作詞：KAZUSHI／作曲：RIKA
14. ゆめはまたゆめ
  - 作詞：KAZUSHI／作曲：RAYZI